# Orbinia latreillii
Orbinia latreillii är en ringmaskart som först beskrevs av Jean Victor Audouin och Milne-Edwards 1833.  Orbinia latreillii ingår i släktet Orbinia och familjen Orbiniidae. Arten har ej påträffats i Sverige. Inga underarter finns listade i Catalogue of Life.